# Wei Yi
Wei Yi (chiń. 韦奕; pinyin Wéi Yì; ur. 2 czerwca 1999 w prowincji Jiangsu) – chiński szachista, arcymistrz od 2013 roku (był wówczas najmłodszym arcymistrzem na świecie).

## Kariera szachowa
Pierwszy sukces na arenie międzynarodowej odniósł w 2009 w Salonikach, zdobywając złoty medal na mistrzostwach świata szkół, w kategorii wiekowej do 11 lat. W 2010 zdobył w Pórto Cárras tytuł mistrza świata juniorów do 12 lat, natomiast w Pekinie – tytuł mistrza Azji w tej samej kategorii wiekowej. W 2012 wypełnił normy na tytuł mistrza międzynarodowego (podczas turnieju Aerofłot Open–B w Moskwie oraz mistrzostw Azji w Ho Chi Minh), jak również dwie normy na tytuł arcymistrza (podczas mistrzostw świata juniorów do 20 lat w Atenach oraz otwartego turnieju 2nd Indonesia Open Chess Championship w Dżakarcie). Trzecią i ostatnią normę arcymistrzowską wypełnił w lutym 2013 podczas turnieju Reykjavík Open w Reykjavíku (w turnieju tym podzielił IV miejsce za Pawło Eljanowem, Wesleyem So i Bassemem Aminem, wspólnie m.in. z Iwanem Czeparinowem i Aniszem Girim). Oprócz tego, w 2013 zadebiutował w finale indywidualnych mistrzostw Chin (zajmując w końcowej klasyfikacji VI miejsce), wystąpił w rozegranym w Tromsø turnieju o Puchar Świata, w dwóch pierwszych rundach pokonując wyżej od siebie rozstawionych arcymistrzów Jana Niepomniaszczija i Aleksieja Szyrowa (w III rundzie został wyeliminowany przez Szachrijara Mammedjarowa). W 2014 podzielił I m. (wspólnie m.in. z Antonem Kowalowem i Samuelem Shanklandem) w Santa Clarze, zwyciężył w León, w Zhongshanie (turniej strefowy) oraz zdobył w Pune srebrny medal mistrzostw świata juniorów do 20 lat. W 2015 samodzielnie zwyciężył w turnieju Tata Steel–B w Wijk aan Zee.
Reprezentant Chin w turniejach drużynowych, m.in.:
- na olimpiadzie szachowej (w roku 2014); medalista: wspólnie z drużyną – złoty (2014)[11],
- na drużynowych mistrzostwach Azji (w roku 2014); dwukrotny medalista: wspólnie z drużyną – złoty (2014) oraz indywidualnie – brązowy (2014 – na III szachownicy)[12],
- na olimpiadzie szachowej juniorów do 16 lat (w roku 2013)[13].

Najwyższy ranking w dotychczasowej karierze (stan na wrzesień 2017) osiągnął 1 sierpnia 2017, z wynikiem 2753 punktów zajmował wówczas 14. miejsce na światowej liście FIDE, jednocześnie zajmując 2. miejsce wśród chińskich szachistów i pierwsze miejsce pośród juniorów na świecie.
W 2024 roku zwyciężył w turnieju Tata Steel.